# Biswamoyopterus biswasi
O Biswamoyopterus biswasi é a única espécie do genêro Biswamoyopterus, é um esquilo-voador noturno e é endêmico da Índia, e está listado como uma espécie criticamente ameaçada devido à perda de habitat. O Biswamoyopterus biswasi, está em extinção porque está perdendo seu habitat e é presa de outros animais. O Biswamoyopterus biswasi é encontrado principalmente na Índia (mais especificamente no extremo nordeste) em altitudes entre 100–350 m. O Biswamoyopterus biswasi é geralmente encontrado em florestas secas e escuras com árvores altas. O esquilo gosta de árvores altas, pois está a salvo de seus predadores em cima das árvores. Esta espécie parece ser muito rara e tem uma população muito pequena. Os estudos feitos em 1981 e 2002 mostraram que a população está diminuindo.
- Este artigo foi inicialmente traduzido, total ou parcialmente, do artigo da Wikipédia em inglês cujo título é «Namdapha flying squirrel», especificamente desta versão.